# 林旦
林旦（?—?），初名林雄，字子明。福清（今福建福清）人。
林概次子。林希之弟。嘉祐二年進士。以论李定事罢，停废多年，后签书淮南判官，再召为太常博士、考功员外郎。官至河东转运使。卒於任上。有子林虙。